# Hradové Střimelice (hrad)
Hradové Střimelice jsou zaniklý hrad v borovém lese na okraji stejnojmenné vesnice v okrese Praha-východ. Dochovaly se z něj drobné fragmenty zdí a mohutné zemní opevnění.

## Historie
Hrad před rokem 1359 založil jakýsi Jan, který se po hradě psal. Další zpráva z roku 1381 zmiňuje hradní kapli zasvěcenou Početí Panny Marie. Hrad byl v majetku Janových potomků až do roku 1444, kdy ho získal Zdebor z Bezejovic. Ve druhé polovině se stal součástí majetku Jindřicha Jevišovického z Kunštátu, ztratil sídelní význam a nejspíše na přelomu 15. a 16. století zpustl. Jako pustý se uvádí roku 1554.

## Stavební podoba
Hrad byl založen v nevýrazné poloze, a proto byl chráněn mohutným příkopem a valem. Vlastní jádro mělo lichoběžníkový půdorys, na kterém stála tři palácová křídla. Dochovaly se z nich drobné zbytky nádvorních zdí. Čtvrtou (severní) stranu uzavírala hradba.
Podoba hradu se nachází na nejasném rozhraní mezi tvrzí a hradem. Typově patří mezi luxusní sídla pražských měšťanů budovaná v době vlády Karla IV.